# Gojca
Koordinati:   43°10′04″N, 16°24′21″E
Gojca (tudi Gojica) je nenaseljen otoček v skupini Peklenskih otokov v srednji Dalmaciji. Otoček leži med rtom Izmetišće na otoku Sveti Klement, od katerega je oddaljen okoli 0,45 km in mestom Hvarom, do katerega je okoli 3 km. Otoček ima površino 0,021 km², dolžina obale meri 0,56 km. Najvišji vrh je visik 10 mnm.